# Auxilia (vzw)
Vzw Auxilia is een Belgische organisatie die leerlingen begeleidt bij het maken van huiswerk. Hierbij richten ze zich vooral op kinderen en jongeren uit kansarme gezinnen. De organisatie maakt hiervoor gebruik van meer dan 1.000 vrijwilligers in Vlaanderen.
Auxilia is in 1935 opgericht. In de jaren 50 bood de organisatie ook schriftelijke cursussen aan voor gedetineerden, waarbij een vrijwilliger werd gekoppeld aan de gedetineerde.